# Roža Piščanec
Roža Piščanec, slovenska akademska slikarka in ilustratorka, * 7. julij 1923, Lovrenc na Dravskem Polju, † 29. september 2006, Ljubljana.
Slikala je predvsem krajine in figuralne kompozicije, največkrat v tehnikah olje in akvarel. Širši javnosti je bila poznana predvsem po ilustracijah otroške literature, pravljic, učbenikov in periodičnega tiska za otroke in mladino. Te so s svojim osebnostnim slogom, ob vplivu sodobnih umetniških tokov, dvignile slovensko ilustracijo na vrhunsko raven.

## Življenje in delo
Rojena v Lovrencu na Dravskem Polju je odraščala v okolju, ki se je v letih najhujše gospodarske krize borilo zgolj za preživetje. Ni bilo denarja niti za papir, še manj pa za barvne svinčnike. Kot otrok je izrabila vsako priložnost za risanje in bila za to včasih tudi tepena. Otroci so namreč morali delati in pomagati doma.
Končala je trgovsko šolo v Mariboru, kamor se je vpisala na željo staršev. Kot mladinska aktivistka je odšla v partizane. Po vojni je študirala na ljubljanski Akademiji za likovno umetnost in leta 1950 zaključila študij slikarstva. Dve leti kasneje je končala slikarsko specialko pri Slavku Pengovu. Po študiju je kot likovni pedagog poučevala na nekaterih osnovnih šolah v Ljubljani, nato pa na Gimnaziji Poljane v Ljubljani, kjer je bila zaposlena do upokojitve leta 1973.
Ilustracije Rože Piščanec v knjigi Frana Levstika Kdo je napravil Vidku srajčico so postale pomemben del zakladnice slovenske ustvarjalnosti. Slikanica je doživela številne ponatise v Sloveniji in v tujini in je prejela vrsto nagrad. Z ilustracijami je obogatila knjige: Belokranjske pesmice Boža Račiča, Zgodbe o zmešnjavah Hansa Fallade, Povestice o punčki Maji Bogomira Magajne, rusko pravljico Trije medvedi, knjige Hišnikov dan, Beli konjič, S helikopterjem k stricu Tintinu Branke Jurca, Medenjakovo hišico Františka Hrubina, Pikapolonico, Naše živali Franceta Bevka, Pridi,  mili moj Ariel Mire Mihelič, Janko in Metka bratov Grimm in Kam potuje cesta Valerije Skrinjar - Tvrzove. S svojimi ilustracijami je vrsto let opremljala reviji Ciciban in Pionir.
Kot upokojenka se je posvečala predvsem akvarelom in risbam.
Ustvarjala je vse do smrti - umrla je za posledicami raka v septembru 2006.